# 孟钢
孟钢（1960年—），吉林大安人，中华人民共和国政治人物。1976年7月参加工作。1979年2月至1981年3月在河南省公安干校学习，从学校毕业后进入公安系统工作，在光山县、信阳地区、漯河市、焦作市等多个地方任职。2009年3月进入新乡市，担任市公安局局长兼副市长，2014年3月，任新乡市委常委、市公安局局长兼政法委书记，但同年8月即因涉嫌受贿而被河南省纪委立案审查。后被判处13年有期徒刑。